# LOVE LOVE あいしてる
『LOVE LOVE あいしてる』（ラブラブあいしてる）は、フジテレビ系列で1996年10月19日から2001年3月31日まで放送されていた音楽バラエティ番組。毎週土曜日 23:30 - 翌0:00（JST）に放送されていた。 『堂本兄弟』の前身番組に当たる。
レギュラー放送終了後も2006年、2017年、2022年の計3回特別番組として放送された（詳しくは#特番時代を参照）。

## 概要
当番組は、毎週1組のゲストを迎え、トークコーナーと音楽コーナーで構成される。スポンサーは前番組の流れから引き続き、松下電器産業（現:Panasonic）の一社提供で、歴代番組と同様にKinKi Kidsが同社製品「デジカム」などのCMに出演しており、KinKi Kidsの楽曲がタイアップされたこともある。ゴールデンタイム・プライムタイムでも不定期で特別番組が数回放送され、主にトークコーナーの総集編などがメインだった。
スタート当初、あまりにも喋らない吉田拓郎を喋らせるためにつくったギター教室のコーナー(「カムカム GUITAR KIDS」)で、KinKi Kidsの二人は初めてギターと出逢い、吉田やLOVE LOVE ALL STARS等、大物ミュージシャンからギターの教えを請い、結果的にこれが彼らの音楽的な才能を大きく成長させる流れともなり、キンキは音楽イメージの強いアイドルとして認知されるようになった。
なお、1999年の大晦日から2000年元旦まで、この番組を軸とした年末長時間番組枠『ワールドカウントダウンスーパースペシャル24時間まるごとライブLOVE LOVE2000～世界中の子供たちに僕らが愛でできること』を行っている。音楽番組であるのにもかかわらず、明石家さんまや志村けんら大御所芸人もゲスト出演している（とはいえ、さんまは当時のレギュラー番組『明石家マンション物語』、志村も当時の特別番組『志村けんのバカ殿様』の各番宣で、吉田拓郎と縁があることがきっかけとして出演したものである）。また番組内の31日23:00 - 1日5:30には『めちゃ2イケてるッ!』とのコラボ番組『めちゃ2あいしてるッ!-I LOVE you very much!-』を放送した。

### 番組成立の経緯
前番組である『めちゃ2モテたいッ!』が『めちゃ2イケてるッ!』としてリニューアルし土曜20時枠へ昇格することに伴い、その空いた23時30分の枠（通称:Panasonic枠）で、KinKi Kidsで愛をテーマにした音楽番組をやらないかとプロデューサーのきくち伸が編成から打診されたのがこの番組のきっかけである。
当初、KinKi Kidsと組む予定だったのは玉置浩二であったが、スポンサーのPanasonicとのプレゼンテーションで「玉置浩二はソニーのアーティストでは」とパナソニック側が難色をしめしたため、プロデューサーのきくち伸が、とっさの思いつきで自身がファンだった「吉田拓郎ならどうでしょうか?」と言ってしまい「吉田拓郎ならいいんじゃないか」ということになったのが吉田の起用の経緯だった。ちなみに当時、吉田が所属していたレコード会社は、自身も起ち上げに加わったフォーライフ・レコードだった。
元々、きくちは新米AD時代に携わった1987年12月30日放送の『夜のヒットスタジオDELUXE』で、吉田拓郎と井上陽水が共演するのを見て、雷に打たれたようなショックを受けて以来、いつか自分の手がける番組に吉田拓郎に出てもらうことを使命のように感じていた。吉田も『ザ・ヒットパレード』のような音楽番組をやってみたい、自分も"踊るバンドマスター（バンマス）"スマイリー小原になりたいという希望があった。しかし、吉田にはテレビに対する恐怖心があり、出演交渉は難航した。きくちはそれを除くのに苦心したという。きくちは「吉田拓郎さんを追っかけて、本当に追っかけて」と、吉田のライブのほとんどを制覇する程の拓郎の大ファンで、フジで音楽番組に関わるようになると吉田のライブの打ち上げにも顔を出し、森下愛子とも顔馴染みになっていた。しかし吉田は当時はCDデビューもしていなかったジャニーズJr.のKinKi Kidsと組まされることにも抵抗した。吉田と番組出演の初交渉の際、吉田にKinKi Kidsの参考資料としてTBSのテレビドラマ『若葉のころ』を渡した。森下から「この子たちすごくいい子たちなのよ」という助言もあり、結局KinKi Kidsありきの番組で、きくちからも「拓郎さんひとりでは数字がとれない」とはっきり言われるなどして説得された。
吉田がこのようなタイプの番組にレギュラー出演するのは非常に珍しいとして話題を呼び、一方で吉田は"テレビ出演拒否の本尊"でもあったため大きな批判も受けた。若い世代には吉田の情けないおじさんキャラが受けたが、彼がフォークの神様であった往年の時代を知る団塊の世代には、あまりの変貌ぶりに大きな衝撃と晒し者にされたことへの反発も大きかった。ただし、吉田本人は「KinKi Kidsには感謝している」「番組に出演して本当に良かった」と後のインタビューで答えている。
このことはのちにレギュラーの一人である篠原ともえが担当するラジオ番組『東京プラネタリー☆カフェ』（エフエム東京。2022年6月25日、7月2日）に、吉田が2週連続でゲスト出演した際に語っている。曰く、当時の吉田は前述の世間の反応のみならず、自身も若い世代との交流を本気で嫌っている節があった。その矢先にKinKi Kidsや篠原と組むこととなり、特に奇抜なキャラクタでフレンドリーに接してくる篠原を本気で嫌っていた吉田は何度も降板の辞表届を出していたほどだという。ところが、番組企画でハワイの星空のもとで同じ時を過ごしたことで「篠原にも、KinKi Kidsにも学ぶことが芽生えてきて、こんなこと考えたこともなかったけど、俺、教えられてるなって、ふと思うようになった」と心境の変化が表れ、「そっからいいおじさんに。50歳からの先生は篠原ともえとKinKi Kids」と断言。そのうえで「あんなに嫌いだったからこそ、不思議な事で、KinKiにも、篠原にも、偶然の出会いだったけど奇跡が起こった。君たちにある種のリスペクトを抱くようになって。奇跡だと思う」と感謝の意を述べている。
番組当初、世間からは「吉田拓郎とKinKi Kidsは違和感がある」、「3ヶ月もてばいい」などと言われていたが、当時『ミュージックステーション』、『HEY!HEY!HEY! MUSIC CHAMP』『うたばん』等、当て振りの音楽番組が全盛期を迎えていた中、ハウスバンドである「LOVE LOVE ALL STARS」を結成し一流のミュージシャンを揃える等、生演奏に拘った姿勢が好評を得て4年半も続く人気番組となった。

### レギュラー放送終了
番組は視聴率が大きく落ちた訳でもなかったが、突如打ち切りとなった。吉田は著書の中で、パナソニック側から「もう長く放送されたので、そろそろいいのではないか」と打診されたと書いている。
2001年3月31日に生放送で「LOVE LOVE ALL STARS解散ライブ」を行って番組が終了。約5年間の放送の歴史に幕を下ろした。同年4月から時間帯とKinKi Kids以外の出演者を一新して後継番組『堂本兄弟』がスタートした。

### 特番時代
2006年9月29日には、『LOVE LOVE堂本兄弟10周年生スペシャル』と題した『堂本兄弟』との合同による特別番組を放送。『LOVE LOVE あいしてる』の第1回ゲストだった安室奈美恵らをゲストに招き、『LOVE LOVE あいしてる』から『（新）堂本兄弟』でのライブ部分の総集編をカウントダウン形式で放送した。第1位は『LOVE LOVE あいしてる200回記念』の生放送で披露された吉田拓郎翻訳詞によるポルノグラフィティの「アポロ〜広島弁バージョン〜」。
2017年7月21日（金曜日）23:00 - 23:58には、KinKi Kidsデビュー20周年記念として『LOVE LOVE あいしてる 16年ぶりの復活SP』と題して、2001年3月31日のレギュラー放送終了以来となる約16年ぶりに特別番組として復活した。司会のKinKi Kids、吉田拓郎、レギュラーの篠原ともえ、坂崎幸之助も再集結した。ゲストは古舘伊知郎、菅田将暉が出演した。音楽監督は武部聡志が務めた。
2022年7月21日（木曜日）20:00 - 21:54には、KinKi Kidsデビュー25周年記念として『LOVE LOVE あいしてる 最終回・吉田拓郎卒業SP』と題した5年ぶりとなる特別番組が放送。司会のKinKi Kids、吉田拓郎、レギュラーの篠原ともえ、坂崎幸之助も再び集結した。ゴールデン枠での放送は2000年9月27日放送の『ウルトラ LOVE LOVE 夢の超豪華総集編』以来21年10ヶ月ぶりとなる。また、吉田は2022年度限りで芸能活動を終了・引退するため、この特番が吉田にとって最後のテレビ出演となり、同時に番組自体も幕を降ろすこととなった。ゲストは木村拓哉、吉田のファンでもある明石家さんま、あいみょん、吉田のラストアルバム「ah-面白かった」のジャケットに出演した奈緒が出演した。番組の合間には恒例のスタジオライブに加え、人気コーナー「篠原ともえのプリプリプリティ!」の傑作選と「篠原ともえのプリプリプリティ!2022」と題した特別版のほか、篠原が番組初のハワイロケの際に自身のビデオカメラで撮影したプライベートビデオの初披露なども行った。終盤では吉田が作詞、KinKi Kidsが作曲を務め、3人初の合作となった新曲「Sayonara あいしてる」を最初で最後に披露した。その後KinKi Kidsと吉田が視聴者に向けて最後の挨拶を行った後に「名演集」と題した過去のゲストアーティストのスタジオライブの傑作選を放送し、最後に1997年10月25日に吉田が初めてゲストとして出演した際に披露した「我が良き友よ」の映像を流し、吉田のラストアルバムのタイトルでもある「ah-面白かった 拓郎」と書かれた吉田のサインがテロップで表示され、レギュラー・特番を含めた約26年間続いたシリーズが完結した。平均視聴率は10.0%だった。
復活特番には松下電器→パナソニックは提供を含め一切関わっておらず、いずれも複数社提供だった。2017年の特番ではスポンサーの一社に同業他社の三菱電機も入っていた。また、後継番組の『堂本兄弟』も含めて開始当初から（チーフ）プロデューサーを務めてきたきくち伸も人事異動により制作に直接は携わっておらずSPECIAL THANKSでのクレジットのみで、詳細は不明だがもう一人のレギュラー出演者だったブラザー・トムはいずれの復活特番にも出演しなかった。

## 出演者

### 司会
- KinKi Kids
  - 堂本光一
  - 堂本剛
- 吉田拓郎

### レギュラー
- 篠原ともえ
- 坂崎幸之助（THE ALFEE）
- ブラザー・トム
- LOVE LOVE ALL STARS

個人のタレントとして出演していたレギュラーはKinKi Kids、篠原、吉田のみ。

### ゲスト
司会・レギュラー・レギュラーゲストに加え、毎週異なる1組のゲストが出演していた。
スポンサー読みも交代で出演者が行っていた（KinKi Kids、吉田、篠原、いわぶちかつひこが担当）。

## コーナー
篠原ともえのプリプリプリティ!
篠原ともえが毎回ゲストの楽屋を訪ねて、視聴者プレゼントとしてグッズや私物をもらおうというコーナー。国際版として「プリプリプリティInternational」があり、エアロスミスやロビン・ウィリアムズ、レオナルド・ディカプリオ、ジェームス・ブラウンなど、来日中の世界のスーパースターが数多く出演した。なぜかキスを迫られる事が多い（特に外国人ゲスト）。正月時期には、このコーナーのみをクローズアップした特番を放送した。番組が終了して14年弱後の2015年1月30日には、『バナナマンの決断は金曜日!』で「プリプリプリティ2015」として復活を果たし、篠原は往年の衣装を着てふなっしーの楽屋を訪ねた。2017年7月21日放送の16年ぶりの復活特別番組には、ゲストの菅田将暉と古舘伊知郎、2022年7月21日放送の「最終回・吉田拓郎卒業SP」では傑作選を放送した後、KinKi Kidsと吉田拓郎の楽屋を訪ねた。
TAK★KINのカムカムギターキッズ
KinKi Kidsの二人に、吉田拓郎や坂崎幸之助がギターの演奏を教えるコーナー。他にも、charやゲストのギタリストが講師として出演。一時期、楽屋裏のトークコーナーのようになり、視聴者から「本当にギターを教えているのか」という指摘がなされた。
TAK★KINのピカピカニューソング
KinKi Kidsの二人に、「全部だきしめて」に替わる番組の新テーマ曲を作らせようというコーナー。作詞を剛、作曲を光一による共作で楽曲制作が進行していたが、剛の作詞は早々に出来上がったのに対して、光一の作曲がなかなか進展しないので制作意欲を湧かせるために箱根合宿を行い、吉田と親交がある小室等がゲスト出演した。
GO! GO! BAND KIDS
「KinKi Kidsがギター、篠原ともえがベース、吉田拓郎がドラム」というバンドを作ろうというコーナーだったが、吉田が2回目にして脱退。「光一がドラム、篠原がベース、剛がギター」というバンド編成となってしまった。プロデューサーに松任谷正隆を迎え、1998年7月18日の「27時間テレビ夢列島 生LOVE LOVE あいしてる」にて『The Night before your Birthday』を披露した。ちなみに、この時の衣装は、篠原ともえによるデザイン。
モアモアALL STARS
番組終了後に、前室でLOVE LOVE ALL STARSがゲストを囲んでトークするコーナー。視聴者から寄せられたメールなどにゆるゆると回答したりと、リラックスした雰囲気で行われた。不定期で放送。
番組の流れは基本的にオープニング→プリプリ→トーク→ラブラブな歌→ゲスト歌（→モアモア）→プレゼントという流れであった。
- 但し番組初期は「プリプリプリティ!」がオープニングの前にあり、2017年の復活特番ではこの流れであった。
- 上記の各コーナーは、トークの間に入ることもある。
- トーク中のコーナーでは、ガシャポンにゲストに対するさまざまな質問が書かれた紙が入っており、数回ガチャポンを回して出てきた質問に答えながらトークするコーナー「ガチャガチャマシーン」（後期では「アルファ」が付加）も行われていた。

## オープニング
- 番組開始当初のオープニング曲は「全部だきしめて」。当初は吉田のオリジナル曲だったが、KinKi Kidsが歌詞等をアレンジしてシングルリリースした。また、『堂本兄弟』の特番等でも度々流される等、番組を代表する1曲となっている。
- その後、前述の「ピカピカニューソング」コーナーでの合宿で制作された、剛作詞・光一作曲による「好きになってく 愛してく」に変わったが（これもKinKi Kids名義でシングル化）、番組末期は再び「全部だきしめて」に戻った。

## ゲストミュージシャン
- 番組の始まった当初は拓郎に相談してゲストを決めていたという[18]。
- 初回のゲストは安室奈美恵とつんく♂。
- ゲストミュージシャンはLOVE LOVEな歌に関連したミュージシャン、来日中のアーティストや話題のアーティストなどが出演する。99年7月10日のLOVE LOVEあいしてるで少年隊が歌うNai-nai16(シブがき隊)の演奏をメガデスのデイヴ・ムステインと元メガデス（当時は現メガデス）のマーティー・フリードマンがギターを弾き、その後ろでそうる透が笑顔でドラムを叩くという他の番組では見られないようなライブ演奏が見られるというのがこの番組の特徴である。因みにマーティはLOVE LOVEに出演出来ることを喜んでいたが、デイヴはこの番組に出るのはあまり乗り気でなかった事を後の音楽雑誌[要文献特定詳細情報]のインタビューで語っていた。
- イングヴェイ・マルムスティーンが登場した回はイングヴェイ本人がひたすら“イングヴェイ節”を炸裂させ、見るものを圧倒させた。その勢いは当日のゲストだった観月ありさをも食ってしまう程であった。
- このほか、当時天使の歌声といわれたシャルロット・チャーチや元ヴァニラ・ファッジ 、ベック・ボガート & アピス のカーマイン・アピスなど来日中のミュージシャンが、国内のミュージシャンでは忌野清志郎（ゲストとしても出演）、元C-C-Bの笠浩二、元LUNA SEAのSUGIZO（ギタリストではなく、ヴァイオリニストとして）、高中正義などが参加している。
- レギュラー出演者がゲスト扱いだったこともある。坂崎幸之助とブラザー・トムがゲストとして出演した例や、司会のKinKi Kidsや吉田拓郎がゲスト扱いだった例がある。KinKi Kidsがゲスト扱いの場合は坂崎幸之助とブラザー・トムが代打で司会を務めて、吉田拓郎がゲスト扱いの場合はブラザー・トムが代打で司会を務めた。また、オープニングでの「全部だきしめて」でも通常の光一・剛・吉田の歌パートではなくシャッフルして3人は違うパートを歌っている。さらに、代打の司会として出演している坂崎・トムも特別にソロで歌っている。

## 放送リスト

### 1996年
| 放送回数                                           | 放送日   | ゲスト            | ゲストアーティスト        | スタジオライブ | 備考                                    |
| -------------------------------------------------- | -------- | ----------------- | ------------------------- | --- | --------------------------------------- |
| #001                                               | 10月19日 | つんく 安室奈美恵 | 寺田恵子                  | 「俺らの家まで（1979年）／長渕剛」（つんく） 「限界LOVERS（1989年）／SHOW-YA」（寺田恵子） 「シングルベッド（1994年）／シャ乱Q」（KinKi Kids） | 初回1時間拡大                           |
| #002                                               | 10月26日 | 泉谷しげる        | 森高千里                  | 「サティスファクション（1965年）／ローリング・ストーンズ」（泉谷しげる） 「春夏秋冬（1972年）／泉谷しげる」（泉谷しげる＆Kinki Kids） |                                         |
| #003                                               | 11月2日  | 森高千里          | 泉谷しげる                | 「ヴァージニティー（1984年）／REBEECA」（森高千里） 「ロックンロール県庁所在地（1992年）／森高千里」（森高千里＆Kinki Kids） |                                         |
| #004                                               | 11月9日  | 明石家さんま      |                           | 「夏休み（1971年）／吉田拓郎」（明石家さんま） 「アミダばばあの唄（1983年）／アミダばばあ＆タケちゃんマン」（明石家さんま＆Kinki Kids） |                                         |
| #005                                               | 11月16日 | 小泉今日子        |                           | 「ハート・オブ・グラス（1979年）／ブロンディ」（小泉今日子） 「学園天国（1989年）／小泉今日子」（小泉今日子＆Kinki Kids） |                                         |
| #006                                               | 11月23日 | THE ALFEE         |                           | 「ボクサー（1969年）／サイモン&ガーファンクル」（THE ALFEE） 「星空のディスタンス（1984年）／ALFEE」（THE ALFEE＆Kinki Kids） |                                         |
| #007                                               | 11月30日 | 酒井法子          | 伊勢正三                  | 「なごり雪（1975年）／イルカ」（酒井法子） 「碧いうさぎ（1995年）／酒井法子」（酒井法子＆Kinki Kids） |                                         |
| #008                                               | 12月7日  | 田代まさし        | 中西圭三                  | 「ベンのテーマ（1972年）／マイケル・ジャクソン」（中西圭三） 「ランナウェイ（1980年）／シャネルズ」（Kinki Kids） |                                         |
| #009                                               | 12月14日 | PUFFY             |                           | 「イージ㋴ー★ライダー（1996年）／奥田民生」（PUFFY） 「アジアの純真（1996年）／PUFFY」（PUFFY＆Kinki Kids） |                                         |
| #010                                               | 12月21日 | なし              | 泉谷しげる PUFFY m.c.A・T | X'mas メドレー① 「ウィンターワンダーランド（1934年）」→「ママがサンタにキッスした（1954年）」（篠原ともえ＆PUFFY） X'mas メドレー② 「ホワイト・クリスマス」→「赤鼻のトナカイ」（泉谷しげる、m.c.A・T、Bro.TOM、中西圭三） 「きよしこの夜」（Kinki Kids＆LOVE LOVE ALL STARS） | X'MAS SPECIAL                           |
| 拓郎&Kinkiの超LOVE2あいしてる 年末特別版スペシャル | 12月31日 | なし              | なし                      | 「外は白い雪の夜（1978年）／吉田拓郎」（Kinki Kids） | トーク総集編。放送時間は14:00 - 15:25。 |

- 12月28日はゴールデン洋画劇場「ダイ・ハード」の特別編成のため放送休止。

### 1997年
| 放送回数                      | 放送日   | ゲスト | ゲストアーティスト                                       | スタジオライブ | 備考 |
| ----------------------------- | -------- | --- | -------------------------------------------------------- | --- | --- |
| #011                          | 1月4日   | なし | なし                                                     | 「俺らの家まで（1979年）／長渕剛」（つんく） 「サティスファクション（1965年）／ローリング・ストーンズ」（泉谷しげる） 「ハート・オブ・グラス（1979年）／ブロンディ」（小泉今日子） 「ボクサー（1969年）／サイモン&ガーファンクル」（THE ALFEE） 「なごり雪（1975年）／イルカ」（酒井法子） 「ベンのテーマ（1972年）／マイケル・ジャクソン」（中西圭三） 「イージ㋴ー★ライダー（1996年）／奥田民生」（PUFFY） 「タイムマシンにおねがい（1974年）／サディスティック・ミカ・バンド」（Kinki Kids） | 歌総集編 |
| #012                          | 1月11日  | 藤あや子 |                                                          | | |
| #013                          | 1月18日  | 爆風スランプ |                                                          | | |
| #014                          | 1月25日  | 小堺一機 |                                                          | | |
| #015                          | 2月1日   | JUDY AND MARY |                                                          | | |
| #016                          | 2月8日   | 笑福亭鶴瓶 | あのねのね                                               | | |
| #017                          | 2月15日  | THE BIG BAND!! |                                                          | | |
| #018                          | 2月22日  | 木村拓哉（SMAP） | 忌野清志郎 片山広明                                      | | |
| #019                          | 3月1日   | 徳永英明 |                                                          | | |
| #020                          | 3月8日   | THE ASS BABOONS OF VENUS |                                                          | | |
| #021                          | 3月15日  | 近藤真彦 |                                                          | | |
| #022                          | 3月22日  | ウルフルズ |                                                          | | |
| #023                          | 3月29日  | SPEED |                                                          | | |
| #024                          | 4月12日  | なし | なし                                                     | 「全部抱きしめて／LOVE LOVE ALL STARS」（篠原ともえ） | トーク総集編。                                                                                                 |
| #025                          | 4月19日  | なし | なし                                                     | | LOVE LOVE SONG 総集編。                                                                                        |
| #026                          | 4月26日  | 和田アキ子 |                                                          | | |
| #027                          | 5月3日   | なし | マイク眞木                                               | | in ハワイ① |
| #028                          | 5月10日  | 坂井真紀 | 泉谷しげる                                               | | in ハワイ② |
| #029                          | 5月17日  | 加山雄三 |                                                          | | in ハワイ③ |
| #030                          | 5月24日  | 郷ひろみ | YUKARIE（THE THRILL）                                    | | |
| #031                          | 5月31日  | MAX | 中山加奈子                                               | | |
| #032                          | 6月7日   | GLAY | 高橋まこと                                               | | |
| #033                          | 6月14日  | 甲斐よしひろ |                                                          | | |
| #034                          | 6月21日  | 谷村新司 |                                                          | | |
| #035                          | 6月28日  | 松たか子 |                                                          | | |
| #036                          | 7月5日   | なし | 日野皓正                                                 | | LOVE LOVE SONG 総集編。                                                                                        |
| #037                          | 7月12日  | 藤井フミヤ |                                                          | | |
| #038                          | 7月19日  | T.M.Revolution | 西城秀樹                                                 | | |
| #039                          | 7月26日  | なし | 泉谷しげる                                               | 「【es】 〜Theme of es〜（1995年）／Mr.Children」（堂本剛） 「宇宙刑事ギャバン（1982年）／串田アキラ」（堂本光一） 「あなたに会えてよかった（1991年）／小泉今日子」（篠原ともえ） 「結婚しようよ（1972年）／よしだたくろう」（吉田拓郎＆Kinki Kids） 「硝子の少年／Kinki Kids」 | FNS生スペシャル。『疾風怒涛!FNSの日スーパースペシャルXI真夏の27時間ぶっ通しカーニバル 〜REBORN〜』内包された。 |
| #040                          | 8月2日   | 大友康平 |                                                          | | |
| #041                          | 8月9日   | 香西かおり |                                                          | | |
| #042                          | 8月16日  | akko（MY LITTLE LOVER） | 小西康陽                                                 | | |
| #043                          | 8月23日  | 杏里 | 加瀬邦彦                                                 | | |
| #044                          | 8月30日  | 薬師丸ひろ子 | 葉加瀬太郎 溝口肇 金原千恵子 村山達哉 今野均             | | |
| #045                          | 9月6日   | 松雪泰子 | 土屋公平                                                 | | |
| #046                          | 9月13日  | 河村隆一 |                                                          | | |
| #047                          | 9月20日  | さだまさし | 石川鷹彦                                                 | | |
| ウルトラ LOVE LOVE I LOVE YOU | 9月23日  | |                                                          | | 初のゴールデン。ゲストトーク総集編と未公開映像を盛りだくさん。『火曜ワイドスペシャル』枠で放送。               |
| #048                          | 9月27日  | |                                                          | | LOVE LOVE SONG 総集編。                                                                                        |
| #049                          | 10月11日 | 長瀬智也（TOKIO） | はたけ（シャ乱Q）                                        | | |
| #050                          | 10月18日 | 上岡龍太郎 | 井上尭之 トーマス・オマリー                              | | |
| #051                          | 10月25日 | 吉田拓郎 | 森高千里                                                 | | |
| #052                          | 11月1日  | 持田香織（Every Little Thing）                                                                                              | ポール・ギルバート                                       | | |
| #053                          | 11月8日  | 香取慎吾（SMAP） |                                                          | | |
| #054                          | 11月15日 | 広末涼子 |                                                          | | |
| #055                          | 11月22日 | 観月ありさ | イングヴェイ・マルムスティーン                           | | |
| #056                          | 11月29日 | 所ジョージ |                                                          | | |
| #057                          | 12月6日  | T.M.Revolution | スカパラ・ホーンズ                                       | | |
| #058                          | 12月13日 | 松たか子 | 大瀧詠一                                                 | 「幸せな結末（1997年）／大瀧詠一」（松たか子） 「真冬のメモリーズ（1997年）／松たか子」（松たか子＆Kinki Kids） | |
| #059                          | 12月20日 | 稲垣潤一 森高千里 はたけ（シャ乱Q） トータス松本（ウルフルズ） ウルフルケイスケ（ウルフルズ） SPEED PUFFY 佐藤竹善 米倉利紀 | Char 尾崎亜美 西本明 仲井戸麗市（麗蘭） 土屋公平（麗蘭） | 「クリスマス・イブ（1983年）／山下達郎」（Kinki Kids＆佐藤竹善＆米倉利紀） 「恋人がサンタクロース（1980年）／松任谷由実」（篠原ともえ＆SPEED） 「赤鼻のトナカイ」（Kinki Kids＆麗蘭） X'mas メドレー 「クリスマスキャロルの頃には（1992年）／稲垣潤一」→「サンタが町にやってくる」（篠原ともえ＆PUFFY） 「ひとりぼっちのクリスマス／Kinki Kids」 | 生 LOVE LOVE あいしてる X'mas SPECIAL（1時間拡大）。                                                           |

- 4月5日はザッツお台場エンターテイメント!「お笑いの38年!」（19:00 - 21:24）とゴールデン洋画劇場「 トゥルーライズ」（21:30 - 23:54）の特別編成のため放送休止。
- 10月4日はゴールデン洋画劇場「スーパーの女」の特別編成のため放送休止。
- 12月27日はゴールデン洋画劇場「ホーム・アローン2」の特別編成のため放送休止。

### 1998年
| 放送回数                            | 放送日   | ゲスト                      | ゲストアーティスト                  | スタジオライブ                                                                                            | 備考                                                                  |
| ----------------------------------- | -------- | --------------------------- | ----------------------------------- | --- | --------------------------------------------------------------------- |
| #060                                | 1月10日  | 北島三郎                    | Leonard 衛藤 鈴木操 樋口宗孝        | | LOVE LOVE SONG 総集編                                                 |
| #061                                | 1月17日  | ウルフルズ                  |                                     | |                                                                       |
| #062                                | 1月24日  | SHAZNA                      |                                     | |                                                                       |
| #063                                | 1月31日  | 相川七瀬                    | 花田裕之                            | |                                                                       |
| #064                                | 2月14日  | 少年隊                      | G.LOVE                              | 「やさしい悪魔／キャンディーズ」（少年隊）                                                                |                                                                       |
| #065                                | 2月21日  | F-BLOOD                     |                                     | |                                                                       |
| #066                                | 2月28日  | 松本明子                    | 後藤次利                            | |                                                                       |
| #067                                | 3月7日   | スーパー!?テンションズ      |                                     | |                                                                       |
| #068                                | 3月14日  | なし                        | 桑野信義                            | | LOVE LOVE SONG 総集編（歌）                                           |
| #069                                | 3月21日  | 織田哲郎                    | 北島健二                            | |                                                                       |
| #070                                | 3月28日  | なし                        |                                     | | KinKi Kidsと歌うLOVE LOVE SONG 総集編                                 |
| ウルトラ LOVE LOVE I LOVE YOU 98    | 3月31日  | 広末涼子 松たか子           |                                     | 「サクラ・フワリ／松たか子」（松たか子＆LOVE LOVE ALL STARS）                                             | ゴールデン特番第2弾。19:00 - 21:24。                                  |
| #071                                | 4月4日   | 長瀬智也（TOKIO）           |                                     | | ハワイ編パート1。                                                     |
| #072                                | 4月11日  | トータス松本                |                                     | | ハワイ編パート2。                                                     |
| #073                                | 4月18日  | つんく 酒井法子             |                                     | | ハワイ編パート3。                                                     |
| #074                                | 4月25日  | 吉川ひなの                  | ダルファー                          | |                                                                       |
| #075                                | 5月2日   | 野猿                        |                                     | |                                                                       |
| #076                                | 5月9日   | 陣内孝則                    | 鮎川誠 ザ・スリル・ホーンズ         | |                                                                       |
| #077                                | 5月16日  | 志村けん                    | 西川啓光                            | 「時代おくれ（1993年）／河島英五」（志村けん） 「東村山音頭（1976年）／志村けん」（志村けん＆Kinki Kids） |                                                                       |
| #078                                | 5月23日  | GLAY                        | 佐野元春                            | |                                                                       |
| #079                                | 5月30日  | 南こうせつ                  | 西川啓光                            | |                                                                       |
| #080                                | 6月6日   | Coming Century              | 告井延隆                            | |                                                                       |
| #081                                | 6月13日  | 織田裕二                    | つのだ☆ひろ                         | |                                                                       |
| #082                                | 6月20日  | 草彅剛（SMAP）              |                                     | |                                                                       |
| #083                                | 6月27日  | KEIKO（globe）              | 奥居香                              | |                                                                       |
| #084                                | 7月4日   | なし                        | カーマイン・アピス                  | | LOVE LOVE SONG 総集編。                                               |
| #085                                | 7月11日  | なし                        | 松任谷正隆                          | | カムカム GUITAR KIDS GO GO BAND KIDS スペシャル（総集編）             |
| #086                                | 7月18日  | 木村拓哉（SMAP）            | Char 藤井尚之 山崎まさよし 布袋寅泰 | | 27時間テレビ夢列島 生 LOVE LOVE あいしてるスペシャル。23:35 - 24:45。 |
| #087                                | 7月25日  | 木村佳乃                    |                                     | |                                                                       |
| #088                                | 8月1日   | JUDY AND MARY               |                                     | |                                                                       |
| #089                                | 8月8日   | L'Arc〜en〜Ciel             |                                     | |                                                                       |
| #090                                | 8月15日  | なし                        | 谷村新司                            | | カムカム GUITAR KIDS 夏合宿スペシャル in 野尻湖。                     |
| #091                                | 8月22日  | 江角マキコ                  |                                     | |                                                                       |
| #092                                | 8月29日  | Kiroro                      |                                     | |                                                                       |
| #093                                | 9月5日   | 長山洋子                    |                                     | |                                                                       |
| #094                                | 9月12日  | モーニング娘。              |                                     | |                                                                       |
| #095                                | 9月19日  |                             |                                     | | LOVE LOVE SONG 総集編。                                               |
| #096                                | 9月26日  | 所ジョージ                  |                                     | |                                                                       |
| ウルトラ LOVE LOVE I LOVE YOU 98 秋 | 10月6日  |                             |                                     | | ゴールデン特番第3弾。19:00 - 20:54。                                  |
| #097                                | 10月17日 | 及川光博                    |                                     | |                                                                       |
| #098                                | 10月24日 | 松たか子                    |                                     | |                                                                       |
| #099                                | 10月31日 | 吉田拓郎                    |                                     | |                                                                       |
| #100                                | 11月7日  | KinKi Kids                  |                                     | | 100回記念。                                                           |
| #101                                | 11月14日 | ミッキーマウス ミニーマウス |                                     | |                                                                       |
| #102                                | 11月21日 | 飯島直子                    |                                     | |                                                                       |
| #103                                | 11月28日 | 今田耕司                    |                                     | |                                                                       |
| #104                                | 12月5日  | 忌野清志郎                  | SUGIZO 梅津和時とAsh Horn Section   | |                                                                       |
| #105                                | 12月12日 | 千秋                        |                                     | |                                                                       |
| #106                                | 12月19日 | 野猿                        |                                     | |                                                                       |

- 1月3日は新春特別番組の編成のため放送休止。
- 10月3日はゴールデン洋画劇場「ジュマンジ」の特別編成のため放送休止。
- 10月10日はゴールデン洋画劇場「釣りバカ日誌9」の特別編成のため放送休止。
- 12月26日はゴールデン洋画劇場「ターミネーター2」の特別編成のため放送休止。

### 1999年
| 放送回数                                                | 放送日   | ゲスト | ゲストアーティスト             | スタジオライブ | 備考                                                   |
| ------------------------------------------------------- | -------- | --- | ------------------------------ | --- | ------------------------------------------------------ |
| ウルトラ LOVE LOVE あいしてる 99 賀正                   | 1月3日   | 吉川ひなの、広末涼子 江角マキコ 志村けん、モーニング娘。 織田裕二 KEIKO（globe）、千秋 MAX、IZAM（SHAZNA） 田代まさし、SPEED 持田香織（Every Little Thing）、TAKUYA（JUDY AND MARY） | DREAMS COME TRUE 浜田雅功      | 「うれしたのし大好き／DREAMS COME TRUE」 「WOW WAR TONIGHT 〜時には起こせよムーヴメント（1995年）／H Jungle with t」（浜田雅功＆Kinki Kids） | 18:00 - 20:54。                                        |
| #107                                                    | 1月9日   | 7HOUSE |                                | |                                                        |
| #108                                                    | 1月16日  | DREAMS COME TRUE |                                | |                                                        |
| #109                                                    | 1月23日  | Every Little Thing | ポール・ギルバート             | |                                                        |
| #110                                                    | 1月30日  | SHAZNA | 笠浩二                         | |                                                        |
| #111                                                    | 2月6日   | 広末涼子 |                                | |                                                        |
| #112                                                    | 2月13日  | T.M.Revolution | 葛城浩二                       | |                                                        |
| #113                                                    | 2月20日  | Something ELse |                                | |                                                        |
| #114                                                    | 2月27日  | TOKIO |                                | |                                                        |
| #115                                                    | 3月6日   | タンポポ |                                | |                                                        |
| #116                                                    | 3月13日  | キャイ〜ン | パッパラー河合（爆風スランプ） | |                                                        |
| #117                                                    | 3月20日  | 鈴木あみ | ポール・ギルバート             | |                                                        |
| #118                                                    | 3月27日  | 大原麗子 | 国本武春                       | |                                                        |
| ウルトラ LOVE LOVE I LOVE YOU 99 春                     | 3月30日  | |                                | | ゴールデン特番第4弾。19:00 - 21:24。                   |
| #119                                                    | 4月3日   | なし | なし                           | | LOVE LOVEな歌総集編。                                  |
| #120                                                    | 4月10日  | V6 |                                | |                                                        |
| #121                                                    | 4月17日  | ウルフルズ | 内田勘太郎                     | |                                                        |
| #122                                                    | 4月24日  | 郷ひろみ |                                | |                                                        |
| #123                                                    | 5月1日   | TRF |                                | |                                                        |
| #124                                                    | 5月15日  | 藤井フミヤ |                                | |                                                        |
| #125                                                    | 5月22日  | エレファントカシマシ |                                | |                                                        |
| #126                                                    | 5月29日  | Hysteric Blue | 佐久間正英                     | |                                                        |
| #127                                                    | 6月5日   | 高島礼子 |                                | |                                                        |
| #128                                                    | 6月12日  | 松本明子 | 土橋安騎夫                     | |                                                        |
| #129                                                    | 6月19日  | 所ジョージ |                                | |                                                        |
| #130                                                    | 6月26日  | なし | なし                           | | LOVE LOVEな歌総集編。                                  |
| #131                                                    | 7月3日   | ユースケ・サンタマリア |                                | |                                                        |
| #132                                                    | 7月10日  | 少年隊 |                                | |                                                        |
| #133                                                    | 7月24日  | 稲垣吾郎（SMAP） |                                | |                                                        |
| #134                                                    | 7月31日  | モーニング娘。 |                                | |                                                        |
| #135                                                    | 8月7日   | こぶ茶バンド | HAPA                           | |                                                        |
| #136                                                    | 8月14日  | 水木一郎＆今田耕司 |                                | |                                                        |
| #137                                                    | 8月21日  | CHAGE and ASKA |                                | |                                                        |
| #138                                                    | 8月28日  | hitomi |                                | |                                                        |
| #139                                                    | 9月4日   | 深田恭子 |                                | |                                                        |
| #140                                                    | 9月11日  | hanaco with PUFFY （山田花子・藤井隆） |                                | |                                                        |
| #141                                                    | 9月18日  | hiro（SPEED） |                                | |                                                        |
| #142                                                    | 9月25日  | THE ALFEE |                                | |                                                        |
| #143                                                    | 10月2日  | | 小室等                         | | ピカ☆ピカニューソング 新オープニング曲作り合宿 in 箱根 |
| ウルトラ LOVE LOVE I LOVE YOU 99 秋 もぎたて蔵出し祭り! | 10月7日  | 滝沢秀明 藤原紀香 V6 |                                | | ゴールデン特番第5弾。19:00 - 20:54。                   |
| #144                                                    | 10月9日  | なし | なし                           | | LOVE LOVEな歌総集編。                                  |
| #145                                                    | 10月16日 | 嵐 |                                | |                                                        |
| #146                                                    | 10月23日 | SILVA | 大森はじめ                     | |                                                        |
| #147                                                    | 10月30日 | センチメンタル・バス |                                | |                                                        |
| #148                                                    | 11月6日  | 20th Century |                                | |                                                        |
| #149                                                    | 11月13日 | 知念里奈 |                                | |                                                        |
| #150                                                    | 11月20日 | 中居正広 |                                | |                                                        |
| #151                                                    | 11月27日 | プッチモニ |                                | |                                                        |
| #152                                                    | 12月4日  | |                                | |                                                        |
| #153                                                    | 12月11日 | |                                | | LOVE LOVE in オーストラリア パート1。                  |
| #154                                                    | 12月18日 | 城島茂（TOKIO） |                                | | LOVE LOVE in オーストラリア パート2。                  |
| #155                                                    | 12月25日 | MAX 城島茂（TOKIO） |                                | | LOVE LOVE in オーストラリア パート3。                  |

- 1月3日は新春特別番組の編成のため放送休止。
- 12月26日はゴールデン洋画劇場「ターミネーター2」のため放送休止。

### 2000年
| 放送回数                                | 放送日   | ゲスト                                  | ゲストアーティスト           | スタジオライブ                            | 備考 |
| --------------------------------------- | -------- | --------------------------------------- | ---------------------------- | ----------------------------------------- | --- |
| ウルトラ LOVE LOVE I LOVE YOU 2000 賀正 | 1月1日   | 鈴木あみ プッチモニ                     | 郷ひろみ（サプライズゲスト） | 「GOLDFINGER'99／郷ひろみ」（プッチモニ） | 「ワールドカウントダウンスーパースペシャル 24時間まるごとライブ LOVE LOVE2000〜世界中のこどもたちへ僕らが愛でできること」内包。12:00 - 。 |
| #156                                    | 1月8日   | なし                                    | なし                         |                                           | LOVE LOVE な歌総集編 from オーストラリア。                                                                                                |
| #157                                    | 1月15日  | ムッシュかまやつ                        |                              |                                           | |
| #158                                    | 1月22日  | 持田香織（Every Little Thing）          |                              |                                           | |
| #159                                    | 1月29日  | 千秋                                    |                              |                                           | |
| #160                                    | 2月5日   | 野猿 feat. CA                           |                              |                                           | |
| #161                                    | 2月12日  | 鈴木あみ                                |                              |                                           | |
| #162                                    | 2月19日  | Bluem of Youth                          |                              |                                           | |
| #163                                    | 2月26日  | 大泉逸郎                                |                              |                                           | |
| #164                                    | 3月4日   | 鈴木雅之                                |                              |                                           | |
| #165                                    | 3月11日  | ポルノグラフィティ                      |                              |                                           | |
| #166                                    | 3月18日  | 海援隊                                  |                              |                                           | |
| #167                                    | 4月1日   | 森光子                                  |                              |                                           | |
| ウルトラ LOVE LOVE 夢の超豪華特別編     | 4月5日   | 江角マキコ 松たか子 天童よしみ 小田和正 |                              |                                           | |
| #168                                    | 4月8日   | なし                                    | なし                         |                                           | LOVE LOVEな歌総集編。 |
| #169                                    | 4月15日  | 嵐                                      |                              |                                           | |
| #170                                    | 4月22日  | エレファントカシマシ                    |                              |                                           | |
| #171                                    | 4月29日  | 小林幸子                                |                              |                                           | |
| #172                                    | 5月6日   | 上原多香子                              |                              |                                           | |
| #173                                    | 5月13日  | TUBE                                    | 斎藤ノブ                     |                                           | |
| #174                                    | 5月20日  | 小柳ゆき                                |                              |                                           | |
| #175                                    | 5月27日  | TOKIO                                   | 徳武弘文 武川雅寛            |                                           | |
| #176                                    | 6月3日   | 和田アキ子                              |                              |                                           | |
| #177                                    | 6月10日  | 五木ひろし                              |                              |                                           | |
| #178                                    | 6月17日  | なし                                    | なし                         |                                           | LOVE LOVE な歌総集編。 |
| #179                                    | 6月24日  | なし                                    | なし                         |                                           | ちょこっとスペシャル・軽井沢ロケ。 |
| #180                                    | 7月1日   | ネプチューン                            |                              |                                           | |
| #181                                    | 7月15日  | 19 (ジューク)                           |                              |                                           | |
| #182                                    | 7月22日  | hitomi                                  |                              |                                           | |
| #183                                    | 7月29日  | 松山千春                                |                              |                                           | |
| #184                                    | 8月5日   | 深田恭子                                |                              |                                           | |
| #185                                    | 8月12日  | THE YELLOW MONKEY                       |                              |                                           | |
| #186                                    | 8月19日  | なし                                    | なし                         |                                           | トーク総集編。 |
| #187                                    | 8月26日  | 浜崎あゆみ                              |                              |                                           | |
| #188                                    | 9月2日   | 安室奈美恵                              |                              |                                           | |
| #189                                    | 9月9日   | MAX                                     |                              |                                           | |
| #190                                    | 9月16日  | ポルノグラフィティ                      |                              |                                           | |
| #191                                    | 9月23日  | かぐや姫                                |                              |                                           | |
| ウルトラ LOVE LOVE 夢の超豪華総集編     | 9月27日  |                                         |                              |                                           | ゴールデン特番第7弾。 |
| #192                                    | 9月30日  | 鈴木あみ                                |                              |                                           | |
| #193                                    | 10月14日 | なし                                    | なし                         |                                           | LOVE LOVEな歌総集編。 |
| #194                                    | 10月21日 | T.M.Revolution                          |                              |                                           | |
| #195                                    | 10月28日 | 花*花                                   |                              |                                           | |
| #196                                    | 11月4日  | V6                                      |                              |                                           | |
| #197                                    | 11月11日 | ダンス☆マン                             | 溝口肇ストリングス           |                                           | |
| #198                                    | 11月18日 | MAX                                     | ネーネーズ                   |                                           | LOVE LOVE in 沖縄 ① |
| #199                                    | 11月25日 |                                         | 宮沢和史                     |                                           | LOVE LOVE in 沖縄 ② |
| #200                                    | 12月2日  |                                         |                              |                                           | 生 LOVE LOVE あいしてる 200回記念スペシャル。                                                                                             |
| #201                                    | 12月9日  | なし                                    | なし                         |                                           | LOVE LOVE 電リクスペシャル。 |
| #202                                    | 12月16日 | なし                                    | なし                         |                                           | カムカム GUITAR KIDS スペシャル。 |
| #203                                    | 12月23日 | THE ALFEE                               |                              |                                           | |

- 3月25日はゴールデン洋画劇場「八つ墓村」の特別編成のため放送休止。
- 7月8日は「FNS1億2700万人の27時間テレビ 夢列島 〜家族 愛 Love You〜」の特別編成のため放送休止。
- 10月7日はゴールデン洋画劇場「踊る大捜査線 THE MOVIE 完全版」の特別編成のため放送休止。
- 12月30日はゴールデン洋画劇場・年末特別企画「三億円事件〜20世紀最後の謎〜」の特別編成のため放送休止。

### 2001年
| 放送回数                                              | 放送日  | ゲスト                                                                                        | ゲストアーティスト | スタジオライブ | 備考                                                                                    |
| ----------------------------------------------------- | ------- | --------------------------------------------------------------------------------------------- | ------------------ | --- | --------------------------------------------------------------------------------------- |
| 21世紀だよ 絢爛豪華 新春ウルトラ LOVE LOVE あいしてる | 1月3日  | ミニモニ。 志村けん、菅野美穂 深田恭子 広末涼子、ネプチューン 松たか子、キャイ〜ン みのもんた |                    | |                                                                                         |
| #204                                                  | 1月13日 | なし                                                                                          | なし               | | 歌総集編？堂本兄弟アゲイン!。                                                           |
| #205                                                  | 1月20日 | 沢田研二                                                                                      |                    | |                                                                                         |
| #206                                                  | 1月27日 | EE JUMP                                                                                       |                    | |                                                                                         |
| #207                                                  | 2月3日  | 篠龍                                                                                          |                    | |                                                                                         |
| #208                                                  | 2月10日 | JUDY AND MARY                                                                                 |                    | |                                                                                         |
| #209                                                  | 2月17日 | SEX MACHINEGUNS                                                                               |                    | |                                                                                         |
| #210                                                  | 3月3日  | aiko                                                                                          |                    | |                                                                                         |
| #211                                                  | 3月10日 | TOKIO                                                                                         |                    | | 最後のゲスト。                                                                          |
| #212                                                  | 3月17日 | なし                                                                                          | なし               | | LOVE LOVEな歌 大総集編 後編。                                                           |
| #213                                                  | 3月24日 | なし                                                                                          | なし               | | LOVE LOVEな歌 大総集編 後編。                                                           |
| #214                                                  | 3月31日 |                                                                                               |                    | 「優しさを胸に抱いて／堂本剛」 「MY WISH／堂本光一」 「The Night before your Birthday／ビートールーズ」 「いくつになっても happy birthday／吉田拓郎」（LOVE LOVE ALL STARS） 「全部抱きしめて／Kinki Kids」（LOVE LOVE ALL STARS） | 最終回1時間スペシャル、生 LOVE LOVE あいしてる LOVE LOVE ALLSTARS さよならコンサート!。 |

- 1月6日はゴールデン洋画劇場「マルタイの女」の特別編成のため放送休止。
- 2月24日はゴールデン洋画劇場「ターミネーター2」の特別編成のため放送休止。

### 復活特番
| 放送タイトル                                | 放送日        | ゲスト                                | ゲストアーティスト | スタジオライブ | 備考             |
| ------------------------------------------- | ------------- | ------------------------------------- | ------------------ | --- | ---------------- |
| LOVE LOVE あいしてる 16年ぶりの復活SP       | 2017年7月21日 | 菅田将暉 古舘伊知郎                   | なし               | 「今日までそして明日から／よしだたくろう」（菅田将暉） 「フラワー／KinKi Kids」（LOVE LOVE ALL STARS） 「好きになってく 愛してく／KinKi Kids」（LOVE LOVE ALL STARS） 「全部だきしめて／KinKi Kids」（LOVE LOVE ALL STARS）                   | 16年ぶりの放送。 |
| LOVE LOVE あいしてる 最終回・吉田拓郎卒業SP | 2022年7月21日 | 木村拓哉 明石家さんま あいみょん 奈緒 | なし               | 「硝子の少年／KinKi Kids」（木村拓哉） 「落陽／よしだたくろう」（KinKi Kids） 「初恋が泣いている／あいみょん」 「今日までそして明日から／よしだたくろう」（篠原ともえ&奈緒） 「Sayonara あいしてる／吉田拓郎 KinKi Kids LOVE LOVE ALL STARS」 | 5年ぶりの放送。  |

## ネット局
| 放送対象地域  | 放送局                   | 系列                                         | 備考                  |
| ------------- | ------------------------ | -------------------------------------------- | --------------------- |
| 関東広域圏    | フジテレビ (CX)          | フジテレビ系列                               | 制作局                |
| 北海道        | 北海道文化放送 (uhb)     | フジテレビ系列                               |                       |
| 岩手県        | 岩手めんこいテレビ (mit) | フジテレビ系列                               |                       |
| 宮城県        | 仙台放送 (OX)            | フジテレビ系列                               |                       |
| 秋田県        | 秋田テレビ (AKT)         | フジテレビ系列                               |                       |
| 山形県        | テレビユー山形（TUY）    | TBS系列                                      | 1997年3月29日まで     |
| 山形県        | さくらんぼテレビ (SAY)   | フジテレビ系列                               | 1997年4月開局から     |
| 福島県        | 福島テレビ (FTV)         | フジテレビ系列                               |                       |
| 新潟県        | 新潟総合テレビ (NST)     | フジテレビ系列                               | 現：NST新潟総合テレビ |
| 長野県        | 長野放送 (NBS)           | フジテレビ系列                               |                       |
| 静岡県        | テレビ静岡 (SUT)         | フジテレビ系列                               |                       |
| 中京広域圏    | 東海テレビ (THK)         | フジテレビ系列                               |                       |
| 富山県        | 富山テレビ (BBT)         | フジテレビ系列                               |                       |
| 石川県        | 石川テレビ (ITC)         | フジテレビ系列                               |                       |
| 福井県        | 福井テレビ (FTB)         | フジテレビ系列                               |                       |
| 近畿広域圏    | 関西テレビ (KTV)         | フジテレビ系列                               |                       |
| 鳥取県 島根県 | 山陰中央テレビ (TSK)     | フジテレビ系列                               |                       |
| 岡山県 香川県 | 岡山放送 (OHK)           | フジテレビ系列                               |                       |
| 広島県        | テレビ新広島 (tss)       | フジテレビ系列                               |                       |
| 愛媛県        | テレビ愛媛 (EBC)         | フジテレビ系列                               |                       |
| 高知県        | 高知放送（RKC）          | 日本テレビ系列                               | 1997年3月まで         |
| 高知県        | 高知さんさんテレビ (KSS) | フジテレビ系列                               | 1997年4月開局から     |
| 福岡県        | テレビ西日本 (TNC)       | フジテレビ系列                               |                       |
| 佐賀県        | サガテレビ (STS)         | フジテレビ系列                               |                       |
| 長崎県        | テレビ長崎 (KTN)         | フジテレビ系列                               |                       |
| 熊本県        | テレビくまもと (TKU)     | フジテレビ系列                               |                       |
| 宮崎県        | テレビ宮崎 (UMK)         | フジテレビ系列 日本テレビ系列 テレビ朝日系列 | 遅れネット            |
| 鹿児島県      | 鹿児島テレビ (KTS)       | フジテレビ系列                               |                       |
| 沖縄県        | 沖縄テレビ (OTV)         | フジテレビ系列                               |                       |

- なお、日本テレビ系列・フジテレビ系列とのクロスネット局であるテレビ大分は特番以外未放送だった。

## スタッフ

### レギュラー
- 構成：山内浩嗣、高須光聖、津曲裕之
- 音楽：武部聡志
- 音楽コーディネート：須永武典
- 音楽協力：ユースケ・フカセ(深瀬雄介)（#019）
- TD：馬場直幸
- SW：菅野恒雄（#001～）
- CAM：関克哉（#001～）、二見健二（～#214）
- VE：戸田英男（#001～）、佐藤順一、岡澤聡（#212）、細野健志（～#214）
- AUD：古江学（#001～005,#007～015,#019,#022）、仙田俊一（#006,#016,#017,#020,#021）、鹿又健一（～#214）
- PA：山本良彦（#001～）、松田勝治（～#214）
- LD：四分一浩（#001～）、植松晃一
- バリライト：山岡裕明（#001,#009）、水谷あゆみ（#002～008,#014,#015）、笹谷敦（#012,#013,#020～）、杉本裕二（#016）、梶浦直政（#019）、小林聡、渡辺昭夫（～#214）
- カムリモート：ダブルビジョン
- クレーン：明光セレクト（#021）
- 音響効果：中田圭三（4-Legs）
- MA：郡司佐茂亜（4-Legs、#001～009,#016～）、大塚大（IMAGICA、#010,012～015）、若生正和（BAY SIDE STUDIO、#011）、若月正幸（4-Legs、～#214）
- 編集：岡崎邦彦（BAY SIDE STUDIO、#001～009）、山崎重明（BAY SIDE STUDIO、#010,011）、三浦秀稔（IMAGICA、#012～）
- タイムキーパー：石原由季
- 美術制作：石鍋伸一朗
- デザイン：越野幸栄
- 美術進行：内山高太郎
- 大道具：吉野雅則
- アートフレーム：佐藤信廣（#001～）、近藤和茂（～#214）
- 電飾：今石純一（#001～214）
- アクリル装飾：貝野瀬修（#001～214）
- 視覚効果：小熊雅樹（#001～214）
- 装飾：渡辺順子（～#92）、管野知洋（#93～#214）
- メカニック：三河一幸（#001～）、平野正英（～#214）
- 楽器：磯元洋一（#001～#214）
- 振付：カーニヴァル三浦（#017～#214）
- マルチ：大原勝（インターナショナルクリエイティブ、#001～）、田中誠之（インターナショナルクリエイティブ）、芝由樹雄（インターナショナルクリエイティブ、～#214）
- CG：松本幸也（orb）
- WEB MASTER：鬼熊陽一郎（#002～）
- WEB COMIX：川村麻子
- メイク：興山洋子、福田裕子（～#214）
- スタイリスト：熊谷章子
- 編成（初期）：吉田正樹
- 広報：大貫伊都子、猪熊伴子（～#214）
- 制作スタッフ：萬匠祐基、田中暁史、藤野大輔、問山幸子、笹原理香
- AP→ディレクター：黒木彰一
- ディレクター：深沢ボン（深沢一浩）、清水宏泰（～#92）、冨田哲朗（#93～）／宮道治朗、神原孝、志方聡、藤平朋子、塩谷亮
- 演出：城野智則
- プロデューサー：きくち伸
- 技術協力：共同テレビジョン、八峯テレビ、FLT、池田屋、PRGアジアライティング、サンフォニックス、TAMCO
- 収録スタジオ：東京メディアシティ
- 協力：ハーフトーンミュージック
- 制作協力：CONTROL、オフィス源
- 制作：フジテレビ第二制作部
- 制作著作：フジテレビ

### 復活スペシャル
- 音楽監督：武部聡志
- 構成：山内浩嗣、高須光聖、津曲ラッキー（津曲裕之）、福田雄一、長谷川優、狩野孝彦
- TD／SW：斉藤伸介
- スタイリスト：渡辺奈央
- 広報：佐藤未郷
- TK：石原由季
- 制作：板谷栄司
- AD：阪本玲以、樋川優美、相場優衣子、渡辺由貴、小野瀬瑞貴、小板航
- AP：加藤万貴
- デスク：富張明子
- ディレクター：深澤ボン、城間康男、正木友美子、松本絵理
- SPECIAL THANKS：きくち伸
- 演出：浜崎綾
- プロデューサー：宇賀神裕子
- チーフプロデューサー：三浦淳
- 技術協力：fmt、共同テレビジョン、サンフォニックス、明光セレクト、IMAGICA、4-Legs、マルチバックス、ハーフトーンミュージック、YBE
- 協力：ジャニーズ事務所
- 制作協力：イースト・エンタテインメント、オランジュ、グスク、クリーク・アンド・リバー社
- 制作：フジテレビ編成局制作センター第二制作室
- 制作著作：フジテレビ

### 最終回・吉田拓郎卒業SP
- 音楽監督：武部聡志
- ナレーション：伊藤利尋（フジテレビアナウンサー）
- 構成：山内浩嗣、高須光聖、津曲ラッキー
- TD／SW：勝村信之
- 人形製作：宮川アジュ
- スタイリスト：渡辺奈央（Creative guild）、広沢健太郎
- 技術協力：fmt、共同テレビジョン、サンフォニックス、明光セレクト、IMAGICA Lab.、YBE、東京チューブ
- 制作協力：ハーフトーンミュージック、クリーク・アンド・リバー社、E&W、イースト・ファクトリー
- 協力：ジャニーズ事務所
- 制作：太田一平
- 編成：狩野雄太
- 広報：藏内彩季子
- TK：石原由季
- デスク：富張明子
- SPECIAL THANKS：きくち伸
- AD：小板航、上村早紀、和田真波、早川絵梨佳、福田あんず、萩原渓太郎
- FD：大野悟
- AP：加藤万貴
- ディレクター：正木友美子、松本絵理、阪本玲以、小野瀬瑞貴
- プロデューサー：宇賀神裕子、中村峰子
- 演出：浜崎綾
- チーフプロデューサー：三浦淳
- 制作：フジテレビ編成制作局制作センター第二制作室
- 制作著作：フジテレビ